# Thomas de Blankenberg
Thomas de Blankenberg, né à Blâmont et mort le 23 juin 1305, est un prélat français, évêque de Verdun au XIVe siècle.  

## Biographie
Il est fils de Fréderic Ier, comte de Blâmont, et de Jeanne de Bar.
Thomas est élu évêque de Verdun en 1303, mais il meurt peu après, en 1305. Avant d'être évêque, il avait été vidame de Reims et princier de Verdun. Son frère aîné, Henri de Blâmont, est l'un des héros du Tournoi de Chauvency.

## Source
- Nicolas Roussel, Histoire ecclésiastique et civile de Verdun, Paris, 1745.

### Articles liés
- Liste des évêques de Verdun
- Diocèse de Verdun